# Daniel Burman
Daniel Burman (Buenos Aires, 29 d'agost de 1973) és un realitzador, guionista i productor argentí, un dels cineastes més prometedors de la Nova Ona del cinema d'aquest país.

## Biografia
El seu primer documental data de 1993 En quina estació estem? amb el qual obté el premi especial de la UNESCO. Dos anys més tard crea la seva societat de producció BD Cinema, amb la que realitza el seu primer llargmetratge Un crisantem esclata en cinc cantonades, film seleccionat per als festivals de Berlín i Sundance, després per als festivals de Montréal, Biarritz, Sant Sebastià, Chicago i l'Havana. Burman realitza després Esperant al messies, presentat en la 57a Mostra de Venècia, i és seleccionat per als festivals de Toronto, Tòquio, Tessalònica i de Sao Paulo. Obté el Gran Premi del públic en el festival de Biarritz, el premi Fipresci a Valladolid, el premi Coral de la Millor Pel·lícula a l'Havana i el Premi al millor actor en el Festival de Buenos Aires.
Burman, ell mateix d'origen jueu, va produir 7 dies en l'Once, documental sobre la història i la vida quotidiana del barri de l'Once, tornant sobre l'atemptat contra l'AMIA de 1994 i principal llar de la comunitat jueva de Buenos Aires.
El cineasta realitza Totes les hostesses van al cel i guanya el premi al Millor Guió en el festival de Sundance/NHK 2001. La pel·lícula es projecta en el Festival de Berlín 2002.
En 2003, Burman coprodueix Diaris de motocicleta de Walter Surt-los i Nedar solament d'Ezequiel Encunya. Aquest mateix any realitza i produeix L'abraçada partida que rep el suport de Cinemart, Canal+ d'Espanya, i del Fons Sud, competeix oficialment en el festival de Berlín 2004 i obté el gran premi del jurat i l'Os de Plata.
En 2006 dirigeix Dret de família, obtenint el Còndor de Plata a Millor Director de mans de l'Associació de Cronistes Cinematogràfics de l'Argentina. Dos anys més tard estrena El Niu Buit, pel·lícula nominada a la Conquilla d'Or a la millor pel·lícula al Festival de Sant Sebastià.
A l'abril de 2010 estrena la seva pel·lícula Dos germans protagonitzada per Graciela Borges i Antonio Gasalla, rebent bones crítiques de la premsa local.
El 2011 va obtenir el Premi Konex com un dels 5 millors directors de cinema, i un altre al costat de Marcelo Birmajer, com uns dels 5 millors guionistes de cinema de la dècada a Argentina.

## Filmografia
- ¿En qué estación estamos? (Curtmetratge, 1992)
- Post data de ambas cartas (Curtmetratge, 1993)
- Help o el pedido de auxilio de una mujer viva (Curtmetratge, 1994)
- Niños envueltos (Curtmetratge, 1995)
- Un crisantemo estalla en cinco esquinas (1997)
- Esperando al Mesías (2000)
- Todas las azafatas van al cielo (2001)
- Un conte de Nadal (Telefilm, 2003)
- El abrazo partido (2003)
- 18-J (2004) (episodi sense títol)
- Derecho de familia (2005)
- Encarnación (2007)
- El nido vacío (2008)
- Dos hermanos (2010)
- La suerte en tus manos (2012)
- El misterio de la felicidad (2014)
- El rey del Once (2016)

## Premis i nominacions

### Premis
- 2004: Gran Premi del Jurat (Berlinale) per El abrazo partido

### Nominacions
- 2004: Os d'Or per El abrazo partido
- 2008: Conquilla d'Or per El nido vacío
- 2010: Globus de Cristall per Dos hermanos